# Ryszard Gajewski (wspinacz)
Ryszard Gajewski (ur. 5 października 1954 w Zakopanem) – polski himalaista.

## Życiorys
Instruktor alpinizmu PZA, przewodnik UIAGM IVBV, przewodnik tatrzański i ratownik TOPR. Ma na swoim koncie górskim wyprawy w Andy, Pamir oraz udział w wyprawach himalajskich.
24 października 2009 za wybitne zasługi dla rozwoju ratownictwa górskiego, za wykazaną odwagę i poświęcenie w ratowaniu zdrowia i życia ludzkiego, za działalność w Tatrzańskim Ochotniczym Pogotowiu Ratunkowym został odznaczony Złotym Krzyżem Zasługi.

## Wybrane wyprawy
- zimowa wyprawa na Mount Everest 1980,
- nowa droga na południowej ścianie Mount Everestu (trudności – V na wysokości 8200 m z Jerzym Kukuczką),
- nowa droga na południowej ścianie Annapurny 8091 m,
- kierownik wyprawy na Dhaulagiri z okazji 100-lecia Tatrzańskiego Ochotniczego Pogotowia Ratunkowego.

## Zdobyte szczyty
- Ngadi Chuli (7871 m n.p.m. – pierwsze wejście z Maciejem Pawlikowskim),
- Manaslu (8156 m n.p.m. – pierwsze wejście zimowe z Maciejem Berbeką),
- Czo Oju (8201 m n.p.m. – wejście nową drogą z Maciejem Pawlikowskim).